# 脸庞，村庄
《脸庞，村庄》（法語：Visages Villages）是一部由导演阿涅斯·瓦尔达和艺术家J.R共同执导的法国纪录片，于2017年6月28日在法国上映。該片记录了两位主角在法国乡村旅行时遇到的人们。该影片入选2017年戛纳电影节非竞赛单元，并获得了“金眼睛奖”。本片被提名为第90届奥斯卡金像奖最佳纪录片。

## 简介

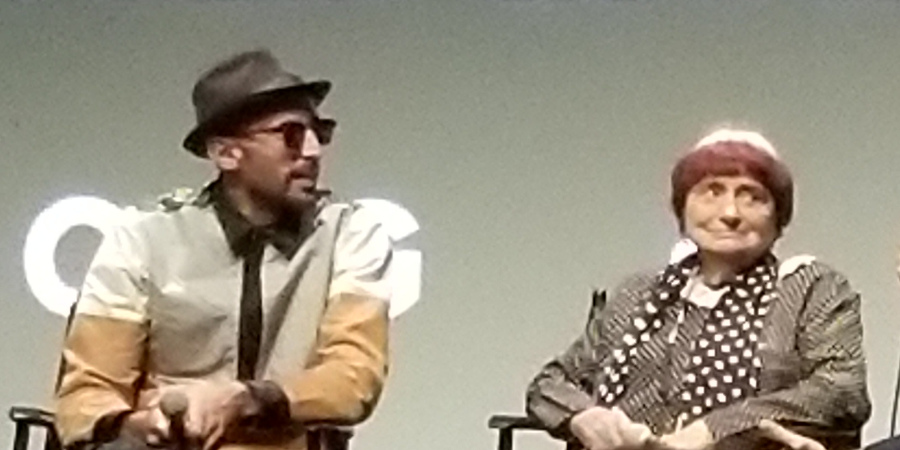
导演J.R (左) 与 阿涅斯·瓦尔达 (右)

影片记录了法国著名的新浪潮电影运动代表人物之一阿涅斯·瓦尔达和专业摄影师兼壁画家J.R共同计划的一个特别的艺术项目。他们一起乘坐一辆特制的厢式卡车周游法国乡村，卡车上配备了便携式照相亭和打印设施，用来拍摄他们一路遇见的人们。在这一灵感的基础上，他们还为想要纪念和歌颂的人们及地点创作了特殊的巨型壁画图片。一路走来，两人也在相互交流和对世界的探索中建立了深厚的友谊。

## 评价
影片受到评论家们的广泛好评。来自Film Comment杂志的一位评论家艾米·陶宾（Amy Taubin）称这部电影为“毫不张扬的杰作”。据烂番茄网站的资料显示，在影片获得的74条评论中，正面评价占100％，平均得分为8.8/10。在Metacritic网站上，影片获得普遍好评，共计19条评论数据显示影片的加权平均分为95/100。

## 奖项
影片获得了2017年戛纳电影节“金眼睛奖”以及2017年温哥华国际电影节“最受欢迎国际纪录片”奖。《时代杂志》将其列为2017年十大电影之一。